# Fornace (divinità)
Nella mitologia romana Fornace (latino fornax) era la dea del forno in cui si cuoce il pane.
Presiedeva alla festa detta Fornacalia.